# Spatalina birmalina
Spatalina birmalina är en fjärilsart som beskrevs av Felix Bryk 1950. Spatalina birmalina ingår i släktet Spatalina och familjen tandspinnare. Inga underarter finns listade i Catalogue of Life.